# Phthitia cercipilis
Phthitia cercipilis är en tvåvingeart som beskrevs av Marshall 1992. Phthitia cercipilis ingår i släktet Phthitia och familjen hoppflugor. Inga underarter finns listade i Catalogue of Life.